# 夏威夷電信
夏威夷電信股份有限公司，簡稱夏威夷電信股份和夏威夷電信（英語：Hawaiian Telcom, Inc.，nasdaq原代碼：HCOM），在1883年，當時由夏威夷王國御用為「夏威夷互助電話公司」。

## 历史
而主要業務在夏威夷（總部）經營本地電話通信，在2005年，由凱雷集團旗下設立主要控股公司，名為「夏威夷電信控股股份有限公司」，也就是收購威訊旗下夏威夷資產業，此外當時在1967年由通用電話收購。

## 外部連結
- hawaiiantel.com （页面存档备份，存于）